# Samuel White Baker
Pour les articles homonymes, voir Baker.
Samuel White Baker, né le 8 juin 1821 et mort le 30 décembre 1893, est un explorateur anglais.

## Biographie

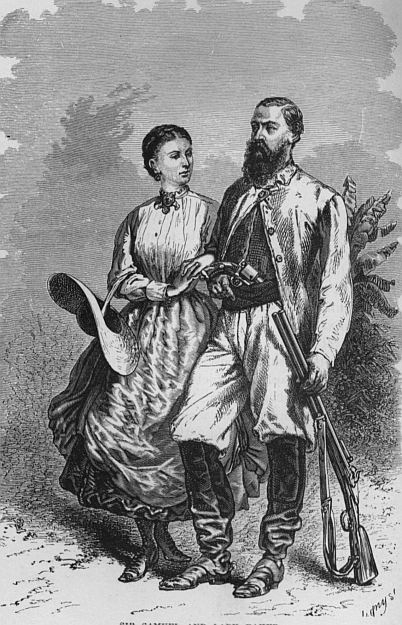
Florence et Samuel Baker

Né à Londres, il est éduqué en Angleterre et en Allemagne. Son père, un marchand de la Compagnie britannique des Indes orientales, le destine à une carrière commerciale, mais ses débuts prouvent rapidement son incapacité à poursuivre dans cette voie.
Il épouse Henrietta Biddulph Martin le 3 août 1843. Après deux années passées à l'Ile Maurice, il gagne Ceylan (actuellement Sri Lanka) où il fonde une colonie agricole à Nuwara Eliya. Aidé par son frère, il fait venir des migrants d'Angleterre ainsi que du bétail sélectionné et la nouvelle colonie ne tarde pas à être un succès. Durant son séjour à Ceylan, il publie les récits de ses aventures dans The rifle and the hound in Ceylon en 1853 et Eight years' wanderings in Ceylon en 1855 qui lui apportent une renommée de grand chasseur. Sa première femme Henrietta décède le 29 décembre 1855 à Bagnères-de-Bigorre (Hautes-Pyrénées).
Après un voyage à Constantinople et en Crimée en 1856, il supervise la construction d'un chemin de fer à travers le Dobrogée reliant le Danube à Constanza sur la mer Noire. Puis, il passe quelques mois à visiter le sud-est de l'Europe, les Balkans ottomans et l'Anatolie. C'est en 1859 qu'il achète Florica Maria Sas ou Barbara Maria Sass ou Szász, une jeune femme transylvaine, sur un marché d'esclaves à Vidin (aujourd'hui en Bulgarie). Le consul anglais de Constanza lui délivre un passeport britannique au nom de Florence Finnian. Elle l'accompagne dans tous ses voyages et ses expéditions et devient sa femme quelques années plus tard.

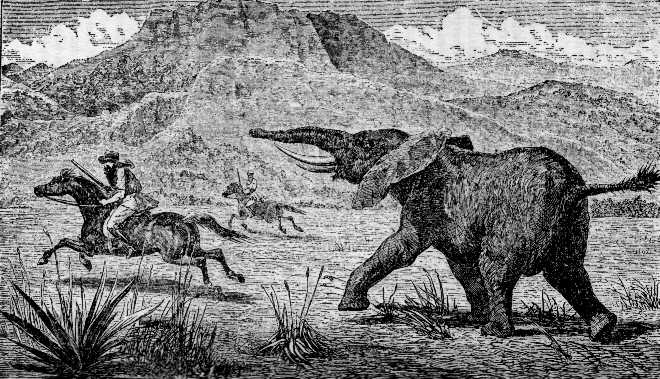
Chassé par un éléphant.

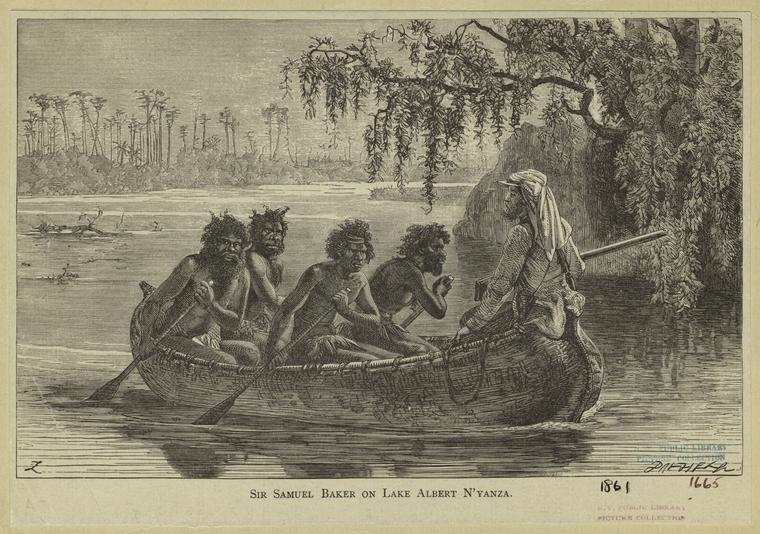
Baker sur le lac Albert

En mars 1861, il entame son premier voyage d'exploration en Afrique centrale. C'est, d'après ses propres mots, « pour découvrir les sources du Nil, avec l'espoir de rejoindre l'expédition est-africaine des capitaines Speke et Grant quelque part aux environs du Lac Victoria » . Après une année passée sur la frontière entre le Soudan et l'Abyssinie, à apprendre l'arabe, à explorer la rivière Atbarah et d'autres affluents du Nil, à prouver que les sédiments du Nil proviennent d'Abyssinie, il arrive à Khartoum qu'il quitte en décembre 1862 pour remonter le Nil Blanc. Deux mois plus tard, il rencontre Speke et Grant à Gondokoro, qui après avoir découvert les sources du Nil, redescendent le fleuve vers l'Égypte. Leur succès lui fait craindre qu'il n'y a plus rien à faire d'important pour sa propre expédition, mais les deux explorateurs lui fournissent suffisamment d'informations pour lui permettre d'entreprendre l'exploration d'un grand lac encore inconnu des Européens. Samuel Baker découvre l'Albert Nyanza ou Lac Albert le 14 mars 1864. Après avoir exploré les environs du lac et démontré que le Nil le traverse, il entame son retour et rejoint Khartoum en mai 1865.
En octobre 1865, il retourne en Angleterre avec sa femme. En reconnaissance de ses travaux sur les sources du Nil, il reçoit la médaille d'or de la Royal Geographical Society, celle de la Société de géographie et est anobli en août 1866. Il publie The Albert N'yanza la même année, The Nile tributaries of Abyssinia en 1867 et Cast up by the sea, une œuvre populaire, en 1868. En 1869, il parcourt l'Égypte avec le Prince de Galles, futur roi Édouard VII. Malgré cela, Samuel Baker n'est jamais acclamé comme le sont les explorateurs britanniques de l'Afrique, ni véritablement accepté par la haute société de son temps. La Reine Victoria, notamment, lui reproche l'achat de Florence et son union libre avec elle.

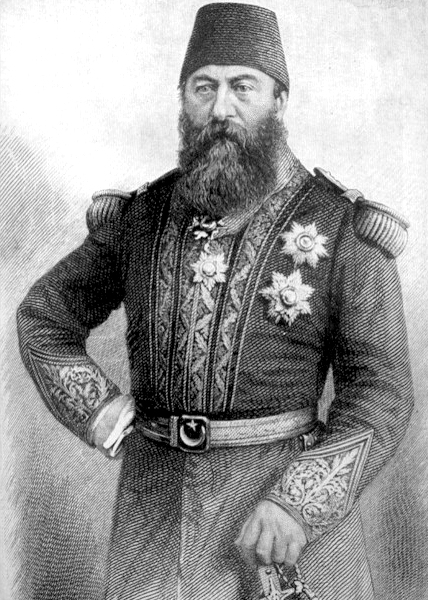
En tenue de Pacha.

En 1869, à la demande du khédive Ismaïl, Samuel Baker prend le commandement d'une expédition militaire vers les régions équatoriales du Nil, avec pour objectifs la suppression du commerce des esclaves et l'ouverture d'une voie commerciale. Il reçoit le titre de pacha et le grade de major-general de l'armée ottomane avant de partir du Caire avec une force de 1 700 Égyptiens. Le Khédive le nomme gouverneur général du nouveau territoire d'Equatoria et il le reste jusqu'à son remplacement par le colonel Charles Gordon. Durant cette période, il rencontre de nombreuses difficultés : blocus du fleuve, sourde hostilité des intérêts dans l'esclavage, opposition armée des indigènes ; mais il jette les bases sur lesquelles d'autres construisent une administration.
Samuel Baker retourne en Angleterre avec sa femme en 1874 et dans l'année qui suit achète le domaine de Sandford Orleight dans le Devon qui devient sa résidence définitive. Il publie le compte-rendu de son expédition en Afrique centrale sous le titre de Ismailia en 1874. Un voyage à Chypre lui donne matière à Cyprus as I saw it in 1879. Il réside plusieurs hivers en Égypte et voyage en Inde, dans les Rocheuses, au Japon à la recherche de grandes chasses. Il publie Wild beasts and their ways en 1890. Il entretient une importante correspondance avec des hommes de toute opinion au sujet des affaires égyptiennes, étant farouchement opposé à l'abandon du Soudan par l'Empire britannique et préconisant sa reconquête. Dans ses dernières années, il s'intéresse aux questions stratégiques et maritimes. Samuel White Baker meurt à Sandford Orleight en 1893.

## Hommages
Le zoologiste allemand Theodor von Heuglin nomme une sous espèce d'antilope rouanne en son honneur : Hippotragus e. bakeri ou antilope de Baker.
Différents lieux portent son nom : une cascade au Sri Lanka et une montagne en Ouganda.

## Œuvres
- The rifle and the hound in Ceylon. Londres, Longmans, 1853.
- Eight years' wanderings in Ceylon. Londres, Longmans, 1855.
- The Albert N'yanza, great basin of the Nile, and explorations of the Nile sources. Londres, Macmillan, 1866. (Gallica)

Voyage à l'Albert N'Yanza ou lac Albert (Le Louta N' Zigé du capitaine Speke). Paris, 1867. Édition abrégée. (Gallica)
Découverte de l'Albert N'Yanza. Nouvelles explorations des sources du Nil. Paris, Hachette, 1868.
Le Lac Albert. Nouveau voyage aux sources du Nil. Paris, Hachette, 1872. Édition abrégée.
Exploration du haut Nil. Récit d'un voyage dans l'Afrique centrale. Paris, Hachette, 1880. Édition abrégée. (Gallica)
- The Nile tributaries of Abyssinia, and the sword hunters of the hamran arabs. [5] Londres, Macmillan, 1867.

Exploration des affluents abyssiniens du Nil. Récits de chasse. (Gallica)
- Cast up by the sea. A boy's story. Londres, Macmillan, 1868.

L'enfant du naufrage. Paris, Hachette, 1870.
- Ismailia. A narrative of the expedition to Central Africa for the suppression of the slave trade, organized by Ismail, Khedive of Egypt. Londres, Macmillan, 1874.

Ismailia. Récit d'une expédition dans l'Afrique Centrale pour l'abolition de la traite des noirs. Paris, Hachette, 1875.
L'Afrique équatoriale. Récit d'une expédition armée ayant pour but la suppression de la traite des esclaves. Paris, Hachette, 1880. Édition abrégée.
- Cyprus as I saw it in 1879. Londres, Macmillan, 1879.
- The Egyptian Question, being letters to the ″Times″ and ″Pall Mall Gazette″. Londres, Macmillan, 1884.
- Wild beasts and their ways. Reminiscences of Europe, Asia, Africa, and America. Londres, Macmillan, 1890.

Les animaux sauvages et leur comportement. Paris, Payot, 1951.
Chasses à travers le monde. Paris, Montbel, 2018.